# Dag le Sage
Pour les articles homonymes, voir Dag (homonymie).
Dag le Sage (en vieux norrois : Dagr Spaka, et en latin : Dagerus), également connu sous le nom de Dages, est un roi légendaire de Suède du IVe siècle appartenant à la dynastie des Ynglingar.
Il est le fils de Dyggve.

## Biographie

### Saga des Ynglingar
D'après la Saga des Ynglingar, Dag le Sage est capable de comprendre et parler la langue des oiseaux ; un moineau lui apporte des nouvelles du monde.
Un jour, alors qu'il traverse le Reidgotaland, cet oiseau s'arrête dans un champ à Varva pour picorer du grain, mais le fermier le tue. En apprenant la nouvelle, Dag décide de venger le moineau en envahissant ce pays. Durant cette campagne, il tombe dans une embuscade au gué de Skjótansvað : une fourche lancée par un thrall l'atteint en pleine tête et le tue.

### Autres sagas
Les sources ne s'accordent pas sur l'ordre de la lignée des Ynglingar après Dag. D'après l'Ynglingatal, l'Historia Norwegiæ et l'Íslendingabók, Dag est le père d'Alrekr et Eírikr et le grand-père d'Agni, alors que la Saga des Ynglingar lui donne Agni comme fils et successeur, plaçant Alrekr et Eírikr à la génération suivante.

## Famille

### Mariage et enfants
D'une union avec une femme inconnue, il eut :
- Agni.

### Sources
- Snorri Sturluson, La Saga des Ynglingar [détail des éditions]